# Выгода (Каменец-Подольский район)
Вы́года (укр. Вигода) — село в Каменец-Подольском районе Хмельницкой области Украины.
Население по переписи 2001 года составляло 17 человек. Почтовый индекс — 31651. Телефонный код — 3859. Занимает площадь 0,297 км². Код КОАТУУ — 6825285802.

## Местная власть
31600, Хмельницкая обл., Каменец-Подольский р-н, пгт Чемеровцы, ул. Центральная, 40

## Известные жители и уроженцы
- Ростецкий, Евгений Константинович (1931—2016) — Герой Социалистического Труда.